# 野球フィリピン代表
野球フィリピン代表（Baseball Philippines National Team）は、フィリピンにおける野球のナショナルチームである。

## 歴史
フィリピンはアメリカ合衆国の文化の影響を強く受けている事もあり、プロリーグこそないものの、アマチュア野球は盛んであり、1954年に開催された第1回アジア選手権で優勝するなどアジアでは常に上位争いに加わっていた。
中国などの台頭もあり当初と比べて弱体化したものの、現在もなお国際大会にコンスタントに出場している。
近年では、タイの成長が目立ち、2007年の東南アジア競技大会では、タイに決勝で敗れ準優勝など勢力図に変化の兆しも見える。近年は投手を中心とした守りの野球が主体。ベテラン選手が多いのも特徴。2007年にセミプロのリーグ戦であるベースボールフィリピンが開幕した。

## 国際大会

### ワールド・ベースボール・クラシック
- 2006年 - 不参加
- 2009年 - 不参加
- 2013年 - 予選敗退
- 2017年 - 予選敗退
- 2023年 - 不参加（当初は参加予定だった）

### オリンピック
- 1992年 - 予選敗退
- 1996年 - 予選敗退
- 2000年 - 予選敗退
- 2004年 - 予選敗退
- 2008年 - 予選敗退
- 2020年 - 予選敗退

### プレミア12
- 2015年 - 参加資格無し
- 2019年 - 参加資格無し
- 2024年 - 参加資格無し

## フィリピン国内の野球組織

### 構成
- ILLAM（マニラ国際リトルリーグ協会）
- リトルリーグ（12歳以下）
- ジュニアリーグ（12歳～14歳）
- シニアリーグ（14歳～16歳）
- ビッグリーグ（16歳～18歳）

リトルリーグマニラに加盟しているチームは、大手企業が母体・スポンサーとなり、チーム名の頭にスポンサー企業名がつく。各本拠地があり、マカティ市に本拠地を持つチームはアメリカ大手運送会社がスポンサーに付く。TNTジャイアンツなど。
また毎年、夏にリトルリーグ世界選手権がアメリカで行われ、各リーグのオールスター選手がそのままフィリピン代表となり7月のアジア予選に挑む。
2003年シニアリーグアジア予選で台湾を破り初優勝。世界選手権で挑むもグループリーグでプエルトリコなどに大敗し4戦全敗。この時の代表メンバーは日本国籍を持つ選手が3人出場し、7割が二重国籍の選手である。

### 国内リーグの流れ
秋春制を使用している。
- 9月：リーグ開幕
- 翌年4月：フィリピンシリーズ
- 5月：オーストラリア合宿
- 6月：国内合宿・代表発表
- 7月：アジア選手権
- 8月：世界選手権・リーグトライアウト

また、各リーグの選手は高校の部活チームに所属し、リーグの試合がない時はポニーリーグなどの試合に出て試合数を補う。

## 代表選手
- 2013 ワールド・ベースボール・クラシック・フィリピン代表
- 2017 ワールド・ベースボール・クラシック・フィリピン代表